# Armoriale dei comuni della provincia di Pesaro e Urbino
Questa pagina contiene le armi (stemmi e blasonature) dei comuni della provincia di Pesaro e Urbino.
| Stemma        | Comune e blasonatura | Gonfalone e bandiera |
| ------------- | --- | -------------------- |
|               | Acqualagna D'azzurro, al falco al naturale, dal volo abbassato, coronato d'oro, fermo con l'artiglio sinistro sulla vetta di un monte di tre cime all'italiana di verde e tenente con l'artiglio destro uno scudetto d'argento al palo scaccato di sei pezzi di rosso e di azzurro. D.P.C.M. del 20 maggio 1960 Gonfalone: drappo d'azzurro… |                      |
|               | Apecchio Di azzurro, al bue d'oro, allumato di rosso, fermo sulla campagna di verde, sostenente il picchio di nero, striato d'argento, imbeccato d'oro, allumato di rosso, in atto di beccare il garrese del bue. D.P.R. del 5 giugno 2001 Gonfalone: drappo di rosso… |                      |
|               | Belforte all'Isauro D'azzurro, alla torre d'oro, merlata alla guelfa di tre, murata di nero, finestrata con due finestrelle tonde ordinate in fascia, di nero, chiusa dello stesso, essa torre sostenuta dal monte all'italiana di tre colli, fondato in punta, d'argento, e accompagnata sui fianchi da due stelle di sei raggi d'oro, poste all'altezza del punto d'onore. D.P.R. dell'11 ottobre 1999 Gonfalone: drappo di bianco… |                      |
|               | Borgo Pace D'argento, alla pergola ondata d'azzurro, caricata in cuore da un borgo medioevale al naturale, sormontato da una colomba in volo tenente nel becco un ramoscello d'ulivo. D.P.R. del 26 gennaio 1971 Gonfalone: drappo partito di bianco e di azzurro… |                      |
| Stemma aulico | Cagli Di rosso, al capriolo d'argento, accompagnato da tre palle d'oro, due in capo ed una in punta. R.D. del 28 febbraio 1935 Gonfalone: drappo partito di rosso e di giallo… |                      |
|               | Cantiano Di rosso, ai due monti di cinque punte (2 e 3) all'italiana di verde; al capo d'argento, carico di quattro gigli d'oro, posti in fascia, due per parte, alla verghetta d'argento sul tutto, carica in capo di un giglio pure d'oro. D.P.R. del 3 giugno 1966 Gonfalone: Drappo di cremisi… |                      |
|               | Carpegna Partito: al primo campo di cielo, colla figura di Sant'Antonio da Padova, ferma in maestà, sulla pianura erbosa, il tutto al naturale; al secondo di argento, a tre bande di azzurro. Ornamenti esteriori di Comune secondo la popolazione. D.M. del 14 giugno 1902 Gonfalone: drappo d'azzurro… |                      |
|               | Cartoceto D'azzurro, a due chiavi d'oro poste in decusse ed alla spada d'argento in palo manicata pure d'oro; il tutto legato da un anello d'acciaio e sormontato da una corona all'antica. D.P.R. del 19 ottobre 1965 Gonfalone: Drappo partito d'azzurro e di giallo… |                      |
|               | Colli al Metauro Semipartito troncato: nel PRIMO, d’argento, al monte all'italiana, di sei cime, di verde; nel SECONDO, d'azzurro, alla stella a sei raggi, d'oro; nel TERZO, d'oro, al drago di verde, allumato di rosso. Ornamenti esteriori da Comune. D.P.R. del 28 novembre 2018 Gonfalone: drappo di bianco |                      |
|               | Fano Partito: merlato innestato d'argento e di rosso, con tre merli d'argento e tre di rosso, il primo merlo di rosso. Sotto lo scudo su lista bifida e svolazzante, di rosso, il motto, in lettere maiuscole d'oro: “EX CONCORDIA FELICITAS”. D.P.R. del 25 giugno 1992 Gonfalone: drappo partito di rosso e di bianco… |                      |
|               | Fermignano D'azzurro, alla torre di rosso, mattonata di nero, chiusa dello stesso, finestrata di due di nero, merlata alla guelfa di tre, fondata sulla campagna di verde, essa torre accollata, a mezza altezza, da due braccia di carnagione, vestite d'argento, moventi in banda e sbarra, la mano del braccio a destra impugnante la croce latina di nero, la mano del braccio a sinistra impugnante il compasso aperto con le punte all'insù, d'oro. Ornamenti esteriori di Comune. D.P.R. del 18 febbraio 2011 Gonfalone: Drappo di bianco con la bordatura di azzurro… D.P.R. del 18 febbraio 2011 |                      |
|               | Fossombrone Di rosso, alla torre d'argento, merlata alla ghibellina e terrazzata di verde. Ornamenti esteriori di Città. D.C.G. del 7 luglio 1927 Gonfalone: drappo troncato di rosso e di bianco… R.D. del 27 febbraio 1927 |                      |
|               | Fratte Rosa Troncato: a) d'azzurro, alle lettere C e F in caratteri maiuscoli d'argento; b) ad un muro d'argento, murato di nero ad un'arcata aperta d'azzurro e caricato da un albero di verde; sul tutto la figura di San Michele Arcangelo con corazza ed ali d'oro, tenente con la mano destra un gladio pure d'oro, in palo, e con la sinistra una bilancia dello stesso. D.P.R. del 13 febbraio 1981 Gonfalone: drappo troncato di giallo e di azzurro… |                      |
|               | Frontino Gonfalone: drappo troncato di rosso e di bianco… |                      |
|               | Frontone D'oro, alla torre quadrata, merlata di rosso, chiusa, finestrata e murata di nero. Ornamenti esteriori da Comune. D.P.R. del 19 luglio 1986, trascritto nell'ufficio araldico in data 23 gennaio 1987, reg. anno 1986, prog. n. 76 Gonfalone: Drappo partito, di giallo e di rosso, ornato di ricami d'argento con al centro, lo stemma comunale sovrastato dall'iscrizione ricamata in argento: COMUNE DI FRONTONE. Le parti di metallo ed i cordoni sono argentati. L'asta verticale è ricoperta di velluto dei colori del drappo alternato con gullette argentate poste a spirale. |                      |
|               | Gabicce Mare Campo di cielo, alla paranza attraversante il mare d'azzurro, mareggiato d'argento; lo scafo di rosso, la prua alta e arcuta; l'albero, il pennone, il sartiame di nero, la vela rettangolare, di verde, il pennello sventolante a sinistra, di rosso. Ornamenti esteriori da Comune. D.P.R. del 23 ottobre 1997 Gonfalone: Drappo partito di rosso e di bianco… |                      |
|               | Gradara Di rosso alle tre fasce diminuite, scorciate, unite, a guisa di tre gradini, poste in ombillico, la fascia superiore con lunghezza dimezzata rispetto a quella inferiore, la fascia intermedia di lunghezza mediana, il tutto di oro con tre spighe di grano dello stesso, poste a ventaglio, nodrite nella fascia superiore. D.P.R. del 19 giugno 1998 Gonfalone: Drappo di giallo con la bordatura di rosso, riccamente ornato di ricami di argento e caricato dallo stemma comunale con la iscrizione centrata in argento, recante la denominazione del Comune. Le parti di metallo ed i colori del drappo, alternati, con bullette argentate poste a spirale. Nella freccia sarà rappresentato lo stemma del Comune e sul Gambo inciso il nome. Cravatta con nastri tricolorati dai colori nazionali frangiati d'argento. |                      |
|               | Isola del Piano Di azzurro, alla torre di argento, murata di nero, merlata alla guelfa di cinque, chiusa di nero, munita di finestrella tonda, di rosso, fondata sulla pianura diminuita di verde, sostenente con il merlo centrale il leone d'oro, allumato e linguato di rosso, afferrante la palma di verde convessa verso il fianco destro, con la estremità inferiore sul merlo centrale e con la estremità superiore volta il fianco sinistro. D.P.R. del 20 gennaio 1996 Gonfalone: drappo di verde… |                      |
|               | Lunano D'azzurro, al monte all'italiana di 3 cime, d'argento, sormontato da una mezza luna calante dello stesso ed accostato dalle lettere C ed L d'oro. D.P.R. del 9 ottobre 1981 Gonfalone: drappo partito di bianco e di azzurro… |                      |
|               | Macerata Feltria D'azzurro, alla torre d'argento, murata di nero, aperta del campo, addestrata da un albero al naturale; il tutto su pianura di verde. Capo d'azzurro, all'aquila al naturale. D.P.C.M. del 1º settembre 1958 Gonfalone: drappo d'azzurro… |                      |
|               | Mercatello sul Metauro Gonfalone: Drappo di blu bordato di rosso… |                      |
|               | Mercatino Conca Di azzurro, al ponte mattonato al naturale di cinque archi, posto a cavallo di un fiume pure al naturale, accostato in capo da tre api d'oro dal volo spiegato. D.P.R. del 12 febbraio 1962 Gonfalone: Drappo partito di azzurro e di giallo, riccamente ornato di ricami d'argento e caricato dello stemma con la iscrizione centrata in argento Comune di Mercatino Conca. |                      |
|               | Mombaroccio Partito dal filetto d'oro: nel primo, d'azzurro, alla banda diminuita e abbassata, di rosso, accompagnata da tre gigli d'oro, due in capo ordinati in fascia, uno in punta; nel secondo, d'azzurro, al baroccio d'oro, posto in banda, con la ruota sostenuta dal colle superiore del monte all'italiana di sei colli, di verde, fondato in punta, esso baroccio accompagnato in capo da tre stelle di sei raggi, ordinate in fascia, d'argento. D.P.R. dell'8 settembre 2000 Gonfalone: drappo di rosso… |                      |
|               | Mondavio D'azzurro, alla palomba cinerea voltata a destra colla zampa destra alzata, recante un ramo d'olivo, e la sinistra posata sopra un monte a tre cime, di cui la più alta caricata di una croce piana. D.C.G. del 10 ottobre 1936 Gonfalone: drappo d'azzurro… D.P.R. del 24 maggio 1957 |                      |
|               | Mondolfo D'azzurro, alle tre querce di verde, ghiandifere d'oro, fustate al naturale, la quercia centrale, più grande, nodrita sul colle centrale del monte all'italiana di tre colli, d'oro, fondato in punta, le due querce minori nodrite sui colli laterali, poste in banda alzata e in sbarra alzata. Ornamenti esteriori da Comune. D.P.R. del 2 gennaio 1993 Gonfalone: Drappo di giallo… |                      |
|               | Monte Cerignone D'azzurro, alla quercia nodrita sul monte all'italiana di sei colli, il tutto d'oro. D.P.R. del 30 marzo 1984 Gonfalone: drappo troncato di giallo e di azzurro… |                      |
|               | Monte Grimano Terme Di azzurro, al fanciullo alato, in maestà, ignudo, di carnagione, capelluto di nero, le due ali di argento, con il braccio destro in sbarra, con l'indice indicante verso il basso, con il braccio piegato a angolo retto, con la mano in alto e con l'indice indicante verso l'alto, esso fanciullo sostenuto dalla campagna di verde, attraversante e accompagnato da due monti all'italiana di tre colli, d'oro, una a destra, l'altro a sinistra, fondati sulla campagna. D.P.R. dell'11 settembre 1996 |                      |
|               | Monte Porzio Troncato semipartito: nel primo d'azzurro, a tre gigli d'argento, posti due, uno; nel secondo, d'argento al monte all'italiana di sei colli di verde; nel terzo di verde al monte all'italiana di sei colli d'argento; il tutto alla campagna inquartata di verde e d'argento. D.P.R. del 5 dicembre 1984 Gonfalone: drappo partito di verde e di bianco… |                      |
|               | Montecalvo in Foglia Gonfalone: drappo d'azzurro… |                      |
|               | Montefelcino Di azzurro, a due felci nodrite su di un colle nascente dalla punta dello scudo, il tutto al naturale e sormontato da un sole raggiante d'oro. D.P.R. del 20 gennaio 1961 Gonfalone: drappo di azzurro… |                      |
|               | Montelabbate D'azzurro, al liocorno con la coda leonina, ritto, d'oro, poggiante l'arto posteriore sinistro sul monte centrale del monte all'italiana di tre colli, fondato in punta,d'argento. Ornamenti esteriori da Comune. D.P.R. del 29 dicembre 1995 Gonfalone: drappo di bianco… |                      |
|               | Peglio Gonfalone: Drappo di azzurro… |                      |
|               | Pergola D'azzurro, ai due tralci di vite al naturale decussati cimati dal pampino a guisa di palmetta, di verde, pampinosi di sei, tre per parte, di verde, fruttati di quattro grappoli d'oro, due per parte, sorretti da quattro tralci minori al naturale, alternati ai pampini, ricadenti all'ingiù; essi due tralci nodriti sul colle centrale del monte all'italiana di tre colli, fondato in punta, di porpora. Ornamenti esteriori da Città. D.P.R. del 5 febbraio 1987, trascritto nei registri dell'ufficio araldico il 17 aprile 1987, reg. anno 1987, p. 18 Gonfalone: Drappo di porpora riccamente ornato di ricami d'oro e caricato dello stemma sopra descritto con la iscrizione centrata in oro recante la denominazione della Città. Le parti di metallo e i cordoni saranno dorati. L'asta verticale sarà ricoperta di velluto di porpora con bullette dorate poste a spirale. Nella freccia sarà rappresentato lo stemma della Città e sul gambo inciso il nome. Cravatta con nastri ricolorati dai colori nazionali frangiati d'oro. D.P.R. del 5 febbraio 1987, trascritto nei registri dell'ufficio araldico il 17 aprile 1987, reg. anno 1987, pag. 18 |                      |
|               | Pesaro D'azzurro, alla rovere d'oro con i rami incrociantisi in decusse, attraversata nel tronco da due fedi di carnagione, manicate di rosso. disposte una su l'altra, e da un listello caricato del motto "Perpetua et firma fidelitas"; alla campagna inquartata di argento e di rosso. R.D. del 20 dicembre 1938 Gonfalone: Drappo di bianco… |                      |
|               | Petriano Gonfalone: drappo di rosso… |                      |
|               | Piandimeleto Campo di cielo, all'albero di melo al naturale, fruttato di rosso, nodrito su terrazzo di verde. D.P.R. dell'8 aprile 1975 Gonfalone: drappo di rosso… |                      |
|               | Pietrarubbia D'argento al castello d'azzurro, fondato su una montagna di verde e sormontato, nel canton destro del capo da due spighe di grano al naturale poste in decusse. D.P.R. del 26 settembre 1978 Gonfalone: Drappo di azzurro… |                      |
|               | Piobbico D'azzurro, al destrocherio di carnagione armato d'acciaio, impugnante un ramo di rovere fogliato e gambuto di verde D.P.R. n. 4 del 18 aprile 1973 e trascritto nei registri dell'Ufficio Araldico il 3 luglio 1973 Reg. anno 1973, p. 32 Gonfalone: drappo partito di verde e d'azzurro… |                      |
|               | San Costanzo Di azzurro, al monte all'italiana di tre colli, di verde, fondato sulla pianura diminuita, dello stesso accompagnato in capo dalla campana, munita di due corone, di argento. D.P.R. del 7 agosto 1992 Gonfalone: drappo di bianco… |                      |
|               | San Lorenzo in Campo D'azzurro, al monte all’italiana di tre colli, fondato in punta, di argento, sormontato dal rastrello di cinque denti, di rosso. Ornamenti esteriori da Comune. Gonfalone: drappo partito di bianco e di rosso… Concessione di stemma e gonfalone D.P.R. del 11 settembre 2017 |                      |
|               | Sant'Angelo in Vado D'argento alla croce di rosso. Ornamenti esteriori da Comune. |                      |
|               | Sant'Ippolito Di azzurro, al Sant'Ippolito con il viso, le braccia, le mani, le gambe, di carnagione, vestito da cavaliere romano, con tunica d'argento, mantello di azzurro foderato d'oro, con elmo di acciaio al naturale, ornato da tre piume di struzzo, di rosso, con calighe di nero, sostenente con la mano destra una chiesa munita di campanile e una casa, al naturale, il campanile coperto da cupolino, di rosso, chiesa e casa coperte dello stesso, esse chiesa e casa simboleggianti il paese di Sant'Ippolito, il Santo cavalcante il cavallo d'argento, imbrigliato d'oro e gualdrappato di rosso, il Santo tenente la briglia con la mano sinistra, il cavallo passante sulla strada lastricata, di grigio al naturale, fondata in punta e uscente dai fianchi. Ornamenti esteriori da Comune. D.P.R. del 19 marzo 2003 Gonfalone: Drappo di bianco… |                      |
|               | Sassocorvaro Auditore All'unione dei due comuni i rispettivi stemmi sono stati uniti |                      |
|               | Serra Sant'Abbondio D'azzurro, ad un monte di tre cime d'argento, sormontato da un sole d'oro. Ornamenti esteriori da Comune. Gonfalone: drappo partito di bianco e di azzurro… |                      |
|               | Tavoleto D'argento, ad una torre di rosso, merlata di quattro alla ghibellina, chiusa e finestrata di nero. D.P.R. del 17 maggio 1983 Gonfalone: drappo troncato di bianco e di rosso riccamente ornato di ricami d'argento e caricato dello stemma sopra descritto con la iscrizione centrata in argento: Comune di Tavoleto. Le parti di metallo ed i cordoni saranno argentati. L'asta verticale sarà ricoperta di velluto dei colori del drappo, a1tenlati, con bullette argentate poste a spirale. Nella freccia sarà rappresentato lo stemma del Comune e sul gambo inciso il nome. Cravatta e nastri tricolorati dai colori nazionali frangiati d'argento. |                      |
|               | Tavullia D'argento, al monte all'ìtaliana di tre colli, di verde, fondato in punta, il colle a destra cimato dalla torre di rosso, merlata alla guelfa di tre, il colle centrale più esiguo, il colle a sinistra cimato dall'albero d'azzurro. D.P.R. del 6 aprile 1987 Gonfalone: drappo partito di azzurro e di rosso… |                      |
|               | Terre Roveresche |                      |
|               | Urbania Accartocciato: d'azzurro, al parasole basilicale, di rosso e di bianco nascente da un giglio di oro, fiancheggiato da due chiavi con gli ingegni in alto, a destra di rosso in banda, a sinistra d'argento in sbarra; in capo tre api al naturale, mal disposte. Lo scudo fiancheggiato da due rami di alloro fruttati di rosso e decussati e timbrato da una corona nobiliare. Gonfalone: drappo partito di bianco e di rosso… |                      |
|               | Urbino D'azzurro, a tre bande d'oro, caricata la prima di un'aquila ad ali spiegate, di nero. Lo scudo sarà sormontato dalla corona ducale. R.D. del 9 ottobre 1940 Gonfalone: drappo partito di azzurro e di giallo… |                      |
|               | Vallefoglia Troncato dalla fascia diminuita e ondata, di azzurro fluttuosa di argento: nel PRIMO, d'oro, al castello di due torri, di rosso, mattonato di nero, chiuso dello stesso finestrato in una ciascuna torre di uno, di nero, merlato alla ghibellina, il fastigio di cinque, le torri ognuna di tre; nel SECONDO, di rosso, ai tre rami di ginestra, di verde, fioriti d'oro, posti a ventaglio, fondati in punta. Ornamenti esteriori da Comune. Gonfalone: drappo di giallo, riccamente ornato di ricami d'argento e caricato dallo stemma sopra descritto con la iscrizione centrata in argento, recante la denominazione del Comune. Le parti di metallo ed i cordoni saranno argentati. L'asta verticale sarà ricoperta di velluto giallo, con bullette argentate poste a spirale. Nella freccia sarà rappresentato lo stemma del Comune e sul gambo inciso il nome. Cravatta con nastri tricolorati dai colori nazionali frangiati d'argento |                      |

## Ex comuni
| Stemma | Ex Comune e blasonatura | Gonfalone |
| ------ | --- | --------- |
|        | Auditore (dal 2019 soppresso per la costituzione del comune di Sassocorvaro Auditore) D'argento, al castello di rosso, aperto e finestrato, torricellato di tre pezzi, il mediano più alto, alla banda d'azzurro ondata, passante dietro il castello. D.P.R. del 4 dicembre 1954 Gonfalone: drappo partito di bianco e di rosso… |           |
|        | Barchi (dal 2017 soppresso per la costituzione del comune di Terre Roveresche) Partito: il primo d'azzurro, all'aquila dal volo abbassato, al naturale, coronata d'oro e ferma sulla campagna verde; il secondo di argento, alla crocetta patente di rosso, accostata in capo da un baldacchino dello stesso, con nappe terminanti e, in punta dello scudo, da due monti all'italiana, di tre cime cadauno, fondati sulla terrazza dello stesso, contornate dai rami fruttati di olivo e di quercia. D.P.R. del 24 maggio 1957 |           |
|        | Colbordolo (dal 2014 soppresso per la costituzione del comune di Vallefoglia) D'azzurro, al monte a due cime alberato di verde e sorgente dalla campagna caricato a destra di una chiesa, a sinistra di una casette al naturale, col capo attraversato in banda da una fascia caricata da una greca d'oro e d'argento. R.D. dell'11 ottobre 1932 Gonfalone: Drappo partito di bianco e di azzurro… |           |
|        | Frontone Serra (Comune creato con regio decreto 3 agosto 1928 n. 1986 dall'unione di Frontone con Serra Sant'Abbondio e disciolto nel 1947) Partito: nel 1° d'oro, alla torre quadrata, merlata di rosso, chiusa, finestrata e murata di nero [Frontone]; nel 2° d'azzurro, ad un monte di tre cime d'argento, sormontato da un sole d'oro [Serra Sant'Abbondio]. R.D. del 3 agosto 1930, RR.LL.PP. del 17 dicembre 1931 |           |
|        | Monteciccardo (dal 2020 integrato al comune di Pesaro) Di rosso, al cardo d'oro, munito di quattro foglie, due e due, quelle superiori poste in banda e sbarra, quelle inferiori, poste in fascia, nodrito sul monte all'italiana di tre colli d'argento, fondato in punta, esso cardo è accompagnato dalle lettere maiuscole M e S, d'argento, poste a destra e a sinistra del fiore. D.P.R. n. 4304 del 25 ottobre 1985 Gonfalone: drappo di bianco riccamente ornato di ricami d'argento e caricato dello stemma sopra descritto con la iscrizione centrata in argento: Comune di Monteciccardo. Le parti di metallo e i cordoni saranno argentati. L'asta verticale sarà ricoperta di velluto bianco con bullette argentate poste a spirale. Nella freccia sarà rappresentato lo stemma del Comune e sul gambo inciso il nome. Cravatta con nastri tricolorati dai colori nazionali e frangiati d'argento. |           |
|        | Montemaggiore al Metauro (dal 2017 soppresso per la costituzione del comune di Colli al Metauro) D'argento, al monte (6) all'italiana di verde (3-2-1). D.P.R. del 22 maggio 1973 Gonfalone: drappo partito di bianco e di verde… |           |
|        | Orciano di Pesaro (dal 2017 soppresso per la costituzione del comune di Terre Roveresche) D'argento, al boccale di terracotta, poggiato sulla pianura di verde. D.P.R. del 6 marzo 1953 Gonfalone: drappo troncato di verde e bianco… D.P.R. dell'8 luglio 1980 |           |
|        | Piagge (dal 2017 soppresso per la costituzione del comune di Terre Roveresche) D'azzurro, alla figura di San Giovanni Battista vestito di bianco, aureolato d'oro, impugnate con la mano sinistra l'asta di un vessillo d'argento caricato da una croce di rosso; il Santo è fermo sulla vetta centrale di un monte all'italiana di tre cime d'argento e accostato da due rami di palma d'oro, uscenti dal monte. D.P.R. del 2 marzo 1981 Gonfalone: drappo troncato di giallo e di azzurro… |           |
|        | Saltara (dal 2017 soppresso per la costituzione del comune di Colli al Metauro) D'oro, al drago di verde allumato di rosso. Ornamenti esteriori di Comune. D.P.R. dell'8 febbraio 1973 Gonfalone: Drappo di verde riccamente ornato di ricami d'argento e caricato dello Stemma sopra descritto con la iscrizione centrale in argento: Comune di Saltara. Le parti di metallo e di cordoni saranno argentati. L'asta verticale sarà ricoperta di velluto del colore del drappo con bullette argentate poste a spirale. Nella freccia sarà rappresentato lo Stemma del Comune e sul gambo inciso il nome. Cravatta e nastri tricolorati dai colori nazionali frangiati d'argento. |           |
|        | San Giorgio di Pesaro (dal 2017 soppresso per la costituzione del comune di Terre Roveresche) D'oro, al San Giorgio armato di tutto punto di ferro al naturale, con la visiera dell'elmo alzata e con il volto di carnagione, aureolato di rosso, con il mantello svolazzante di azzurro, cavalcante il cavallo d'argento, rivoltato, calpestante con gli arti anteriori il drago di rosso, di due zampe, rovesciato, rivoltato e colpito dalla lancia di ferro al naturale, posta in banda ed impugnata dalla mano destra del santo. D.P.R. del 20 giugno 1988 Gonfalone: Drappo partito di bianco e di rosso riccamente ornato di ricami d'argento e caricato dello stemma sopra descritto con la iscrizione centrata in argento, recante la denominazione del Comune, Le parti di metallo ed i cordoni saranno argentati. L'asta verticale sarà ricoperta di velluto dei colori del drappo, alternati, con bullette argentate poste a spirale. Nella freccia sarà rappresentato lo stemma del Comune e sul gambo inciso il nome. Cravatta con nastri tricolorati dai colori nazionali frangiati d'argento. |           |
|        | Sant'Angelo in Lizzola (dal 2014 soppresso per la costituzione del comune di Vallefoglia) D'argento, al San Michele Arcangelo in maestà, di carnagione, vestito di porpora, con le ali spiegate al naturale, impugnante con la sinistra la bilancia di nero e con la destra la lancia d'oro in banda, trafiggente le fauci, vomitanti fiamme di rosso, del drago rivoltato di verde, mirante verso destra e posto in punta. D.P.R. del 7 giugno 1985 |           |
|        | Sassocorvaro (dal 2019 soppresso per la costituzione del comune di Sassocorvaro Auditore) Gonfalone: drappo di azzurro… |           |
|        | Serrungarina (dal 2017 soppresso per la costituzione del comune di Colli al Metauro) Di azzurro, al monte all'italiana di tre colli, fondato in punta, di verde, sormontato dalla stella di sei raggi, d'oro. D.P.R. del 1º giugno 1998 Gonfalone: drappo di giallo… |           |